# Pisco do Peru

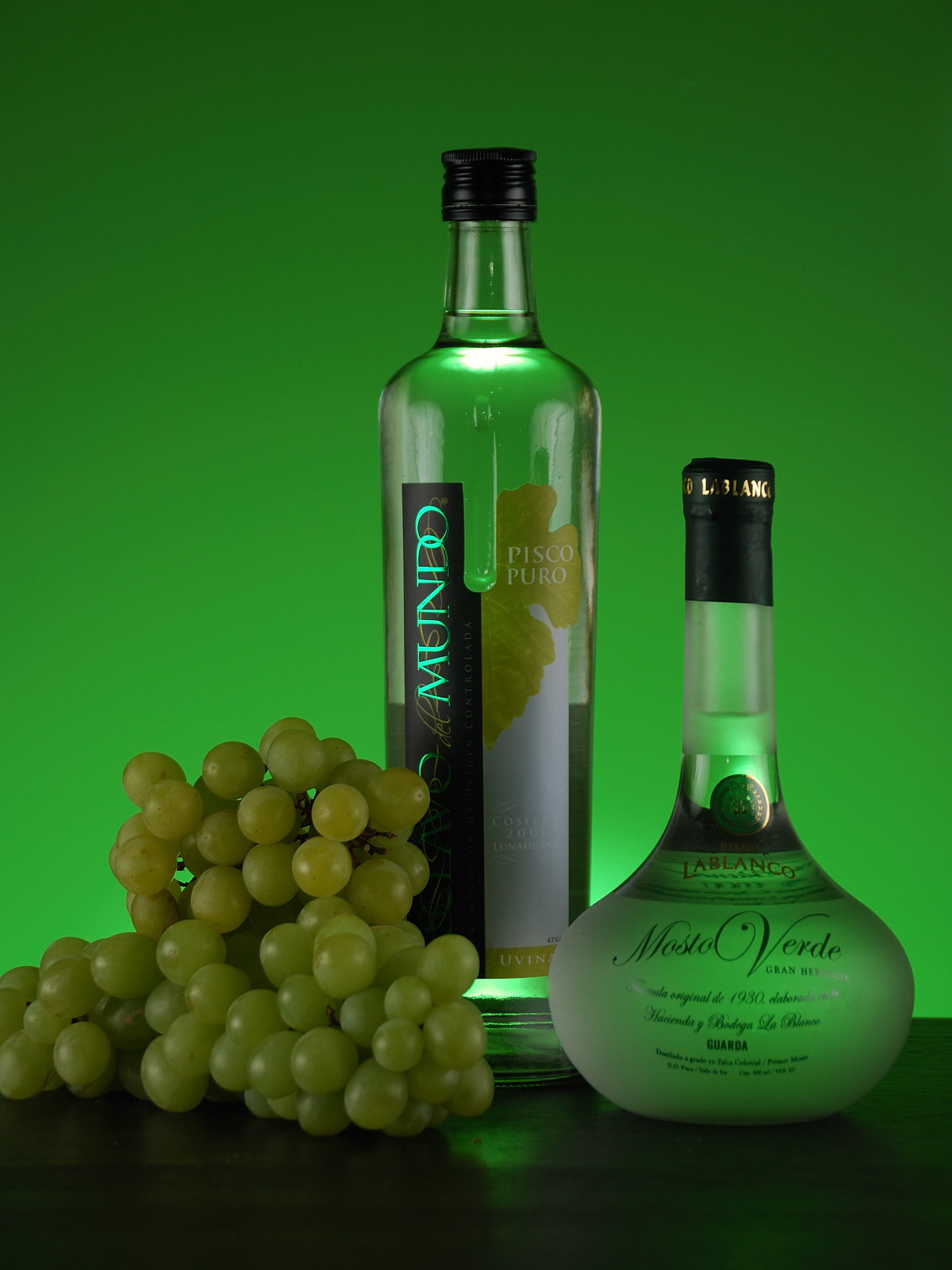
Pisco peruano

O pisco peruano é uma denominação de origem reservada à bebida alcoólica aguardente de uvas que se produz no Peru desde fins do século XVI. É o destilado típico desse país, elaborado a partir do vinho fermentado de certas variedades de uvas (Vitis vinifera), cujo valor ultrapassou suas fronteiras, como dão prova os registros de embarques realizados através do porto de Pisco em direção a Europa e outras regiões da América desde o século XVII, tais como o Reino Unido, Espanha, Portugal, Guatemala, Panamá e aos Estados Unidos, desde meados do século XIX.
É um dos produtos mais representativos do país e só se produz na costa (até os 2000 msnm) dos departamentos de Lima, Ica, Arequipa, Moquegua e Tacna.
Sobre a denominação de origem «pisco», existe uma controvérsia entre Chile e Peru, com ambos países reivindicando a origem do produto

## Antecedentes

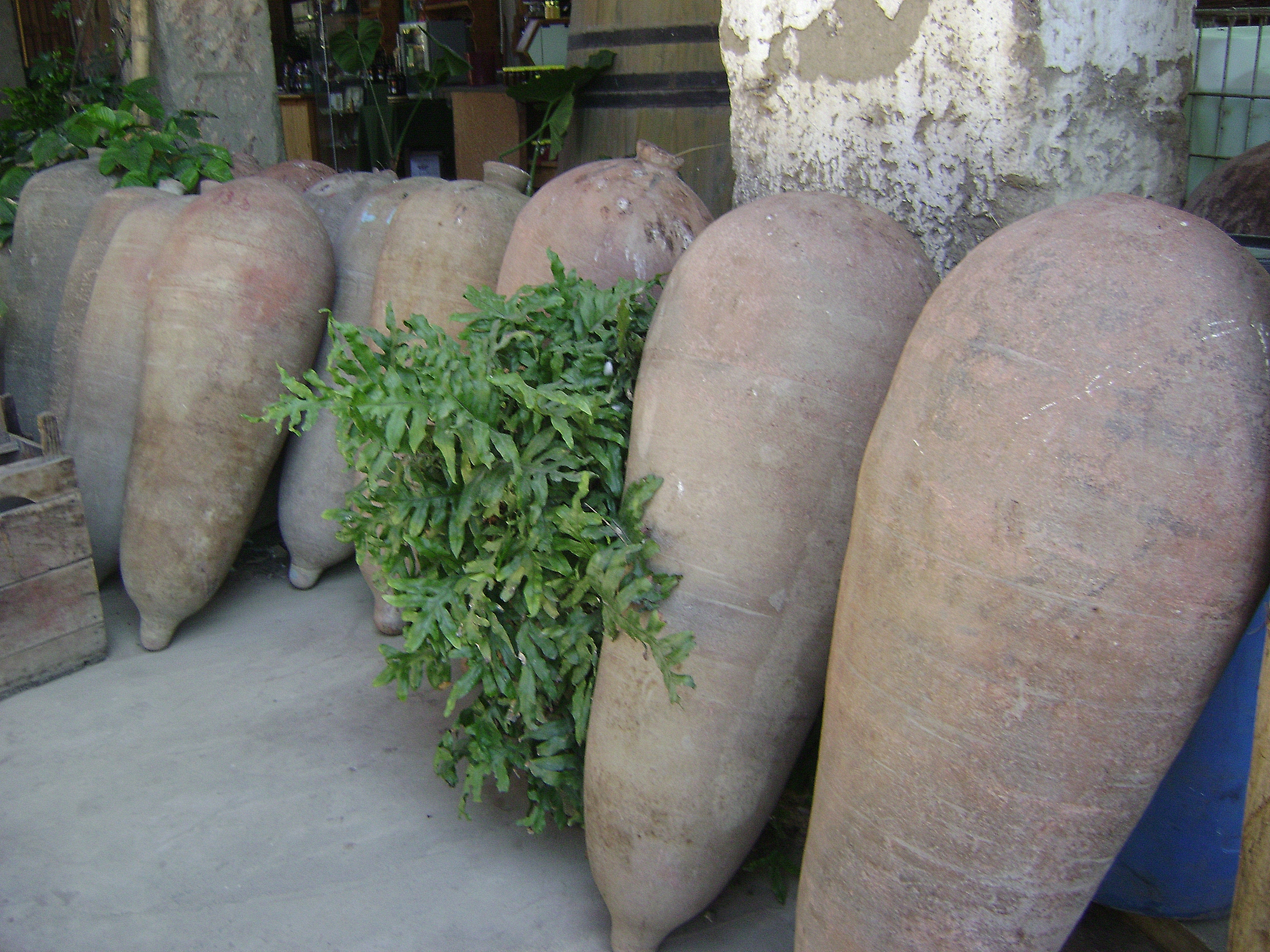
Piscos no vale de Lunahuaná (Cañete).

No idioma quíchua (variante do sul), falado em grande parte do Peru à chegada dos espanhóis, a palavra pisqu (se pronuncia [pis.qu], também encontrado nas crônicas como pisku, phishgo, pichiu) dá nome às aves pequenas. Faz parte do nome da toponímia de várias regiões do país, tanto através do quíchua em sua variante sulina como através de outras variedades do quechua, onde se costuma encontrar a forma pishqu e similares.
O litoral peruano se caracterizou por abrigar enormes populações de aves que se alimentam da abundante quantidade de peixes, especialmente no chamado Sur Chico. Nesta faixa se encontram os vales correspondentes aos rios Pisco, Ica e Grande.
No vale de Pisco viveu um grupo humano há mais de dois mil anos, que se destacava por sua cerâmica e que, na época do Império inca, se caracterizou por seus notáveis produtos de artesanato em cerâmica, denominados piskos.
Desde aquela época, um desses produtos de olaria eram os recipientes ou ânforas, que serviam para abrigar bebidas de todo tipo, incluindo aquelas alcoólicas. A esses recipientes se deu o nome de piskos.
Dessa forma, o primeiro aguardente de uva que se produziu no Peru se abrigou em piskos e, com o passar do tempo, esse líquido alcoólico adquiriu o nome de seu recipiente.
Além disso, a Real Academia Espanhola em sua obra Dicionário da língua espanhola, reconhece a origem do termo «pisco» de Pisco, cidade no departamento de Ica no Peru.

## História

### Séculos XVI e XVII

#### As primeiras plantações de uva no Peru
Com a fundação de Lima no ano de 1535, como Cidade dos Reis, foram postas as primeiras pedras para a construção de igrejas no Peru e com isso nasceu a necessidade de abastecer de vinho a celebração dos atos litúrgicos. A fim de conseguir este objetivo, se iniciaram as primeiras plantações de uva nessas terras, nas zonas mais férteis.
A primeira vide chegou ao Peru a fins da primeira metade do século XVI, proveniente das ilhas Canárias. O marquês Francisco de Caravantes se encarregou de importar as primeiras mudas de uva recebidas de ditas ilhas. Cem anos antes (1453), Chuquimanco, cacique das terras ao sul de Lima, contemplava ao entardecer bandos de avezinhas que surcavam o horizonte marinho, em busca de ilhas para o repouso; eram milhares de pássaros que Chuquimanco conhecia em seu idioma como pishqus. Eles inspiraram seu povo ceramista e lhe deram seu nome. Assim narra em 1550 Pedro Cieza de León na crônica geral do Peru: «pisco é nome de pássaros».
Durante os séculos XVI e XVII o Vice-Reino do Peru se converteu no principal produtor vitivinícola da América do Sul, sendo seu epicentro o vale de Ica, no qual Jerónimo Luis de Cabrera fundou, em 1563, a "Villa de Valverde del Vale de Ica" (atual Ica). Em 1572, se fundou o povo de «Santa María Magdalena del Vale de Pisco». Não obstante o anterior, cronistas da época relatariam que "foi na fazenda Marcahuasi, no Cuzco, onde se produziu a primeira vinificação na América do Sul".

#### O nascimento do pisco
No início, a produção de uva se destinou apenas à elaboração de vinho, mas pouco a pouco se abriu passo também ao aguardente. Segundo o historiador peruano Lorenzo Huertas, a produção do aguardente de uva no Peru teria começado em meados do século XVI; além disso, também cita os estudos do estadounidense Brown Kendall e do alemão Jakob Schlüpman em que dão conta que "a expansão do mercado do vinho e do aguardente se produziu no último terço do século XVI ".
No Arquivo Geral das Índias, localizado em Sevilha, se pode encontrar uma petição realizada por Jerónimo de Loaysa e outros, para «povoar no vale de Pisco sob certas condições», que foi aprovada pela Coroa espanhola em 10 de fevereiro de 1575. No mesmo arquivo, existe uma cópia de um decreto real de 26 de novembro de 1595, pelo qual se concedeu a Agustín Mesía de Mora, o título de «escrivão público, de minas e registros e despachos de navios do porto de Pisco, no Peru».
O pesquisador peruano Emilio Romero indica que, em 1580, sir Francis Drake realizou uma incursão no porto de Pisco e pediu um resgate pelos prisioneiros que tomou; os moradores, para completar o resgate, lhe pagaram com 300 moringas de aguardente da zona. Posteriormente, em 1586, se proibiu a venda no Panamá de “vinho cozido” vindo do Peru, se ordenando «Que na cidade de Panamá [...] nenhum taberneiro [...] possa vender nem venda em público ou segredo nenhum vinho cozido [...] Tudo o que se vender nas tabernas e mercados destes reinos [seja] sem mistura de cozido»; depois se proibiria a exportação de qualquer classe de vinho ao Panamá, por uma disposição de 17 de dezembro de 1614, que prescrevia «Que nenhuma pessoa [...] possa levar à cidade de Panamá vinho do Peru de nenhum gênero».
Em 1613 se registrou em Ica um testamento que deixa registro documentário da elaboração de aguardente de uva nessa zona. Dito testamento foi declarado por um residente chamado Pedro Manuel “o Grego”, natural de Corfú , Grécia datado nesse ano e que se encontra sob custódia do Arquivo Geral da Nação, em Lima, dentro dos protocolos notariais de Ica. Naquele instrumento, dito residente indica possuir «trinta jarros tipo vurney cheios de aguardente, mais um barril cheio de aguardente que tenha trinta botijas da dita aguardente», além dos implementos tecnológicos para produzir esta bebida destilada, «[...] uma caldeira grande de cobre para obter aguardente, com sua tampa. Dois reservatórios, um em que passa a calha e o outro inteiro que é mais pequeno que o primeiro». De todos os modos, seria possível determinar a produção de aguardente em um momento anterior; ao respeito, Lorenzo Huertas assinala que se deve ter em conta «Que, embora em 1613 se assinou o testamento, esses instrumentos de produção existiram muito antes».
A partir do ano de 1617 aumentou a produção de aguardente de uva a grande escala vendido pelos jesuítas em Lima, Arequipa, Cuzco, Ayacucho e Potosí no Alto Peru. Lorenzo Huerta aponta que os estudos de Brown Kendall e de Jakob Schlüpman comprovariam que o crescimento do mercado do vinho e do aguardente "alcançou limites inusitados no século XVII".

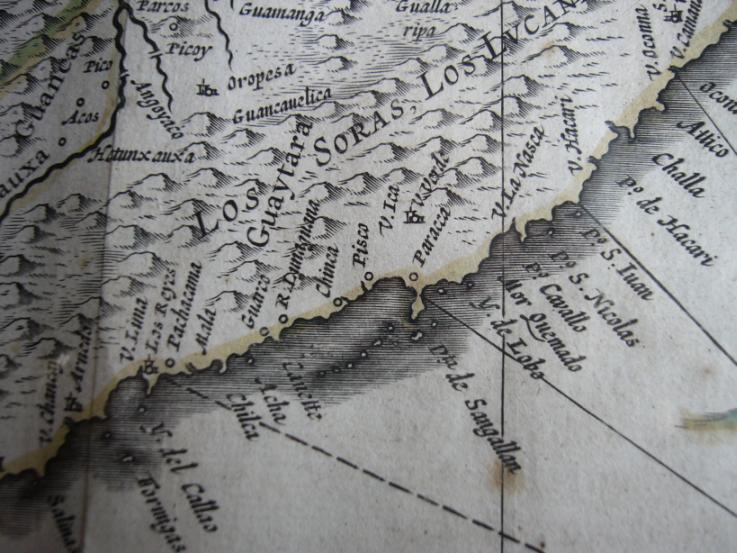
Detalhe do mapa «Perv. Mar do Zvr» de Guiljelmus Blaeuw, de 1635, onde figura o porto de Pisco.

A primeira identificação do aguardente com o lugar onde era produzido —“aguardente de Pisco”—, teria sido feita em 1749 pelo espanhol Francisco López de Caravantes, ao registrar em sua “Relação” que se conserva manuscrita e que está datada do mesmo ano, que «o vale de Pisco, segue sendo o mais abundante de excelentes vinhos de todo o Peru. Desde ali um que compete com nosso Xerez, o chamado “aguardente Pisco”, por se extrair da uva pequena, é um dos licores mais extraordinários que se bebe no mundo».
Num documentário exibido pelo History Channel, o antropólogo peruano Jorge Flores Ochoa explica que este aguardente de uva começou a ser elaborado no povoado de Pisco e era distribuído ao longo da costa peruana, chegando inclusive às costas chilenas.

#### Expansão
O aumento da produção local de aguardente e de vinho permitiu sua exportação a distintos lugares do Império espanhol, o qual se efetuava principalmente pelo porto de Pisco. O comércio cresceu por volta da metade do século XVII e os embarques saíam com destino a diversos portos do Pacífico.
Apesar das proibições que a Coroa quis impor à produção e o comércio de vinhos peruanos, se desenvolveu uma forte atividade vinícola, em especial no corregimiento de Ica, que motivou um importante movimento marítimo na costa do oceano Pacífico ao longo dessa época.
Exemplo do primeiro são as disposições do rei Felipe III e Felipe IV, emitidas em 18 de maio de 1615 e 19 de junho de 1626, respectivamente, e coligidas na lei 18, do Título XVIII, do Livro IV da Recopilação das Leis das Índias, em virtude das quais se proibiu a venda do vinho peruano na Guatemala («Que pra Província da Guatemala não se leve, nem contrate vinho do Peru»). Nesta se assinala que na cidade de Santiago de Guatemala se realizou uma queixa «que algumas pessoas conduzem ao porto de Acaxultla daquela província muitos vinhos do Peru, que por serem fortes, novos e por cozer, causam aos índios geralmente muito grande dano», pelo que se faria referência ao aguardente de uva peruano, que é de maior grau alcoólico que o vinho e requer destilação (“novo, forte e por cozer”).
Em relação a tais disposições ditadas pela Coroa espanhola, Lorenzo Huertas comenta que «Se diz que o afamado provincial jesuíta Diego Torres Bollo conseguiu que o rei revogasse tal proibição». Por sua vez, o historiador Jakob Schlüpman, com base no estudo das declarações de comércio marítimo colonial da região, consdiera que apesar das restrições ao comércio do “vinho do Peru”, este continuava sendo realizado no corregimiento de Ica.
Durante o governo do 15º vice-rei do Peru Pedro de Toledo e Leiva, I marquês de Mancera, em 1640, Pisco foi fundada como “vila”, sob o nome de “Villa de San Clemente de Mancera”, ainda que popularmente foi sempre conhecida como “Villa de Pisco”. Mais tarde, em 1653, o famoso cronista Bernabé Cobo, na “História do Novo Mundo”, escreveria que «Os índios da serra e da costa apreciam muito a chicha, mas ainda mais o aguardente que se destila no vale de Pisco, de que toma o nome. Eles o aramzenam em jarros de arenito chamadas “botijas”».
Desde 1670, os vales de Ica e Pisco exportavam principalmente aguardente de uva em “botijas de Pisco” e desde o início do século XVIII tal exportação era maior que a do próprio vinho. A razão desta mudança foi a destilação dos resíduos e os vinhos convertidos em vinagre, o qual se pode apreciar num documento do Arquivo Geral da Nação do Peru, onde se indica que «das 153 botijas de vinho saíram 15 vasilhas de aguardente. E das 137 botijas de vinho da fazenda da Bentilla de Alarcon que se retiraram por reconhecer que se estava tornando vinagre saíram 19 vasilhas de aguardente [...] Pela carga de 137 botijas de vinho, que se trouxeram de dita fazenda da Bentilla das separadas com medida para obter aguardentes a meio real».
Em 1684, foi estabelecida a alfândega principal de Pisco, com o fim de controlar o intercâmbio comercial da região, enquanto as agências de aduana de Ica, Apalpa e Cerro azul, o foram em 1692 e 1693.
Em Pisco existiam cinco igrejas, da Companhia e da Ordem de São João de Deus. Foi muito povoada até 1685, quando foi saqueada por um pirata inglês, ficando também muito maltratada no ano 1687… De acordo ao viajante Tadeu Haenke: "abunda esta região em vinhas, e apesar do arenoso e infecundo do terreno crescem as cepas em muitos lugares só com a humidade interior da terra… (...) Provê a Lima de seus vinhos e aguardentes e conduz alguns ao Panamá, Guaiaquil e várias províncias da serra."
O terremoto de 1687, e o maremoto que se produziu a seguir, destruíram Pisco, Ica e várias outras povoações da costa central do Peru, o que provocou que a indústria vinícola sofresse em seu conjunto um forte colapso.
Como consequência do anterior, a vila de Pisco teve que ser refundada em 1689, sob o nome de “Villa de Nuestra Señora de la Concordia de Pisco”, nas proximidades de sua primeira localização.

### Século XVIII
A historiadora peruana Alicia Polvarini aponta que «a produção do melhor aguardente de uva, conhecido como “aguardente de Pisco” ou singelamente “pisco”, conservou desde o século XVII sua refinada elaboração, conquistou os paladares europeus para fins do século XVIII e no século XIX», se baseando nos embarques das guias de alfândega de mar e de terra e no maior preço em que se vendiam as botijas de dito vale.
Com base no estudo antes referido, o pesquisador argentino Pablo Lacoste indica que as primeiras referências do uso do nome “Pisco” para denominar o aguardente peruano, se encontram nas guias de alfândega, nas que se indica desde 1764, em ordem cronológica, “tantas jarros de barro de aguardente da região de Pisco”, “tantas jarras de barro de aguardente de Pisco”, para posteriormente se eliminar a palavra “aguardente” e passando a anotar diretamente “tantas jarras de barro de Pisco”, o que constitui mostra da origem do uso da denominação “Pisco” para o aguardente do Peru baseado na localização geográfica.
Pablo Lacoste precisa que, se bem a princípios do século XVIII a produção da zona era composta principalmente de vinho, com menor proporção de aguardente, a tendência se foi revertendo e para 1767 a produção de aguardente, que vinha em boa medida da região de Pisco, representava por volta de 90 por cento da produção total de vinhos e destilados.
Lorenzo Huerta acrescenta que, segundo as pesquisas de Brown Kendall e de Jakob Schlüpman, se relata que a produção do vinho e do aguardente no Peru começou a cair paulatinamente no século XVIII.
Por outra parte, de acordo com Jakob Schlüpman, recém em meados do século se começa a receber, desde Valparaíso, vinhos produzidos em Concepción e a fins do século XIX aguardente desde esse mesmo porto.

### Século XIX

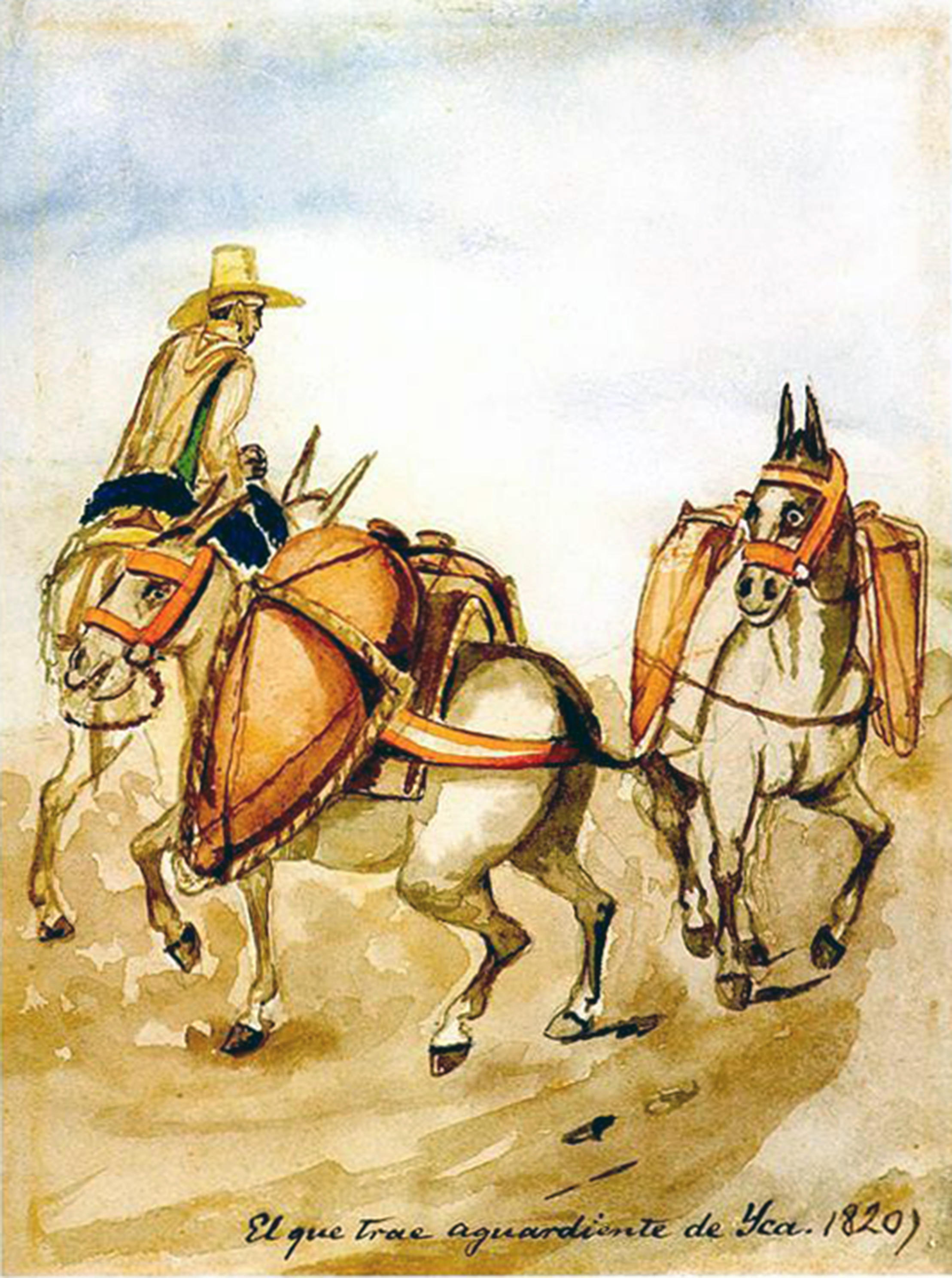
«O que traz aguardente de Ica». (1820). Aquarela de Pancho Fierro

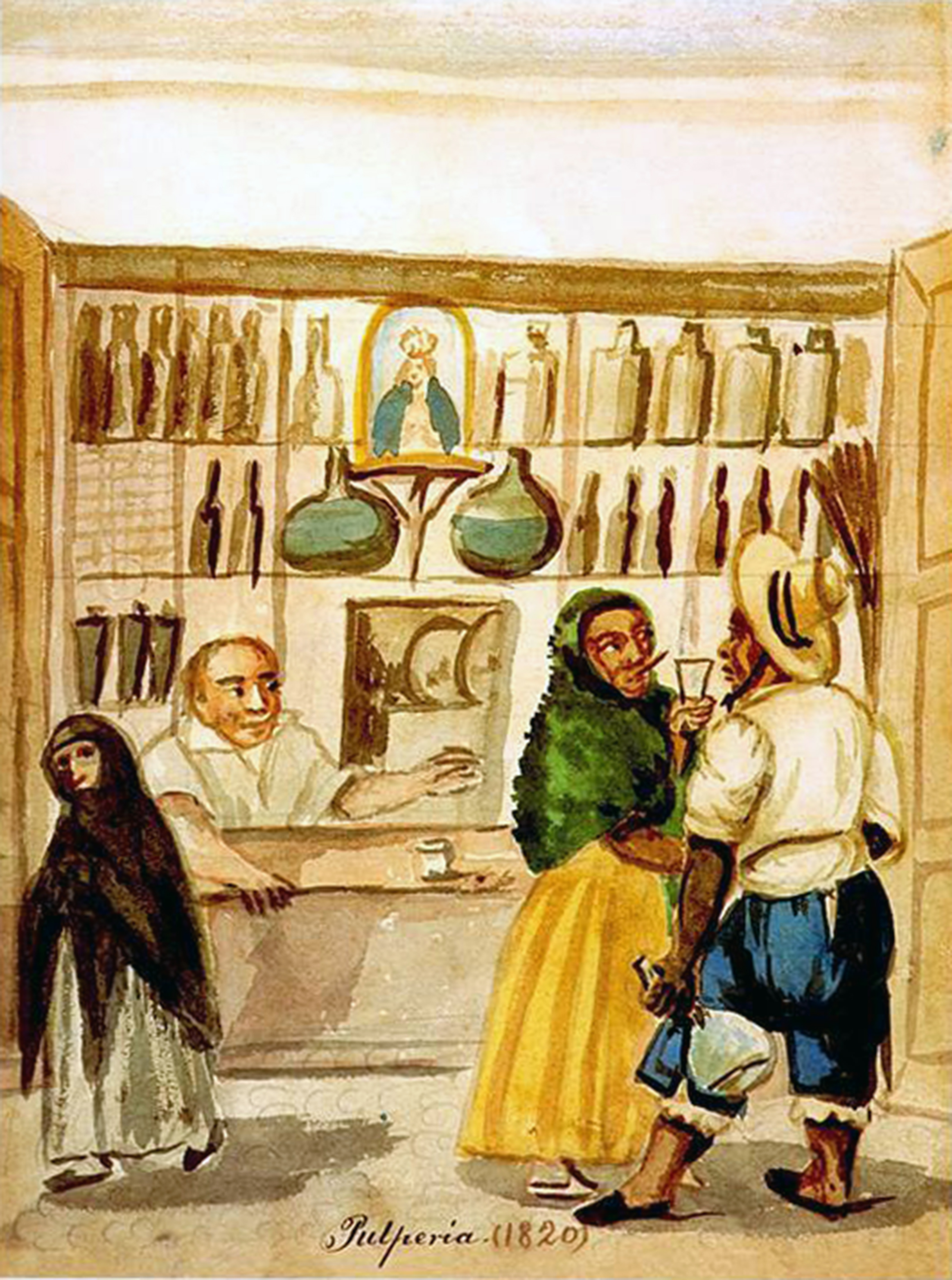
«Pulpería» (1820). Aquarela de Pancho Fierro.

O inglês Hugh Salvin nos conta em 1824 que "A cidade de Pisco, quase a uma milha da praia [...] Este distrito é conhecido pela elaboração de um licor forte que leva o nome da cidade [...]". Enquanto isso, o inglês Charles Milner Ricketts relata em 1826 que "[Para] proteger os latifundiários de Pisco na destilação de sua aguardente [...] se prefere o aguardente de Pisco [...] considerar também os produtos que o Peru exporta ao Chile e Guaiaquil [...] aguardente de Pisco [...] constituem os artigos que fornece o Peru". Por sua vez, o alemão Johann Takob Von Tschudi, em "Testemunho do Peru", registra em 1838, que "Da maior parte se destila aguardente, o qual como se compreenderá é extraordinário. Todo o Peru e grande parte do Chile, se abastecem desta bebida do vale de Ica. O aguardente comum se chama aguardente de Pisco porque é embarcado neste porto [...]"
O escritor estadounidense Thomas W. Knox, no livro "Underground" escrito em 1872, diz que o pisco "é perfeitamente incolor, muito cheiroso, extremamente sedutor, terrivelmente forte... mas muito delicado, com um marcado aroma a fruta. Vem em jarras de barro (as chamadas peruleras), que são largas em sua parte superior, e vão se estreitando até a ponta, contendo uns cinco galões..., a primeira me satisfez (e me dei conta) que São Francisco era, e é, uma bela cidade para visitar".
O escritor Herbert Asbury, na obra intitulada "The Barbary Coast", uma crônica sobre a vida cosmopolita da cidade de São Francisco (Estados Unidos) entre os anos 1878-1880, conta que "dos incontáveis saloons (bares) que tanta fama deram a São Francisco, o mais famoso foi o Bank Exchange. O Bank Exchange foi conhecido em especial por seu pisco punch. Durante os anos 1870 foi certamente o coquetel mais popular de São Francisco, ainda que custasse uns vinte e cinco centavos cada copo, um preço alto naqueles dias, e era sem dúvida a crème de la crème das bebidas. O segredo de sua preparação era um pisco brandi destilado da uva conhecida como Itália ou Rosa del Peru, e tomou seu nome do porto peruano de onde se exportava. E o pisco brandi, sem nenhum outro ingrediente que o convertesse em punch, era uma bebida digna de nota".
Em 1884, o escritor peruano Juan de Arona inclui a palavra pisco em seu «Dicionário de Peruanismos» indicando que esta era o "nome genérico do aguardente de uva que se elabora nas fazendas das comarcas próximas a Pisco e que se exporta por este porto" indicando além disso que "o aguardente «pisco» é um dos mais deliciosos da terra". O autor também registra que os termos «pisco» ou «pisquito» designavam o vasilhame de barro cozido em que se envasava a bebida (ver as aquarelas de Pancho Fierro no lado direito).
Rudyard Kipling faz uma descrição do pisco do Peru, em seu livro "From Sea to Sea", publicado em 1899, onde descreve o "pisco brandy botton punch [...] o mais nobre e belo produto de nossa era [...] tenho a teoria de que está composto de asinhas de querubins, a glória de um amanhecer dos trópicos, nuvens vermelhas de entardeceres e fragmentos de antigas epopeias escritas por grandes mestres falecidos".
Em meados do século XIX no Peru estavam semeados por volta de 150. 000 hectares de vide destinados à produção do pisco.

### Século XX e XXI
O chileno Manuel Antonio Román registrava em seu Dicionário de Chilenismos e de outras expressões viciosas (1901) que o pisco era um "Aguardente muito apreciado que se produz no Peru, e também no Chile, e conhecido já em todo mundo. Teve início sem dúvida, no porto peruano de Pisco, e devido a isso tomou esse nome".
O linguista e lexicógrafo alemão naturalizado chileno Rodolfo Lenz aponta, por sua vez, em seu "Dicionário etimológico das vozes chilenas derivadas de línguas indígenas americanas" (1905), que o pisco era um "bom aguardente de uva; o melhor no Chile é feito em Huasco e em outros lugares do norte", e ao explicar sua etimologia indica que "o pisco atual dantes se chamava "aguardente de Pisco" porque de ali e de Ica vinha". Do mesmo modo, José Toribio Medina em sua obra "Chilenismos. Notas lexicográficas" (1928), indica que este era um "aguardente de uva moscatel dessa procedência [do povo de Pisco, no Peru] e com cujo nome se fabrica também no Chile" e que era, além disso, a "botija mesma em que se envasa".
O Dicionário da língua espanhola da Real Academia Espanhola, em sua vigésima segunda edição, define o Pisco como "aguardente de uva", indicando em sua nota etimológica "de Pisco, cidade peruana no departamento de Ica". Já a Enciclopedia Britânica define no verbete correspondente Pisco como "cidade, Ica, sudoeste do Peru... conhecida por seu brandi feito de uvas moscatel".
No Peru, no ano 1964, a Lei N.º 15.222, sobre novas taxas de imposto aos álcoois, expõe que "O Poder Executivo, prévio relatório do Instituto Nacional de Normas Técnicas, estabelecerá as condições à que deverá se sujeitar a elaboração de aguardentes de uva para que seus fabricantes possam ter direito a usar a denominação "Pisco", isoladamente ou seguida da respectiva marca específica, com indicação expressa do lugar de produção".
Em 1974, quando Augusto Pinochet visitou o Peru, Juan Velasco Alvarado deu a ele como presente uma garrafa do pisco Demonio de los Andes.
Em 1990, o termo "Pisco" foi declarado denominação de origem peruana, através da Resolução Diretorial N.º 072087-DIPI, da Direção de Propriedade Industrial do ITINTEC. No ano seguinte, com o Decreto Supremo N.º 001-91-ICTI/IND de 16 de janeiro de 1991, se estabelece de forma oficial a área de produção do pisco peruano, na zona costeira dos departamentos de Lima, Ica, Arequipa, Moquegua e os vales do Locumba, Sama e Caplina no departamento de Tacna.
O nível de produção do pisco, de meados do século XIX, foi caindo gradativamente durante o século XX, até chegar aos 11.500 hectares cultivados no ano 2002, por falta de incentivos e substituição de cultivos por outros mais rentáveis a curto prazo. Tendo-se verificado a decadência deste cultivo e buscando recuperar paulatinamente os níveis anteriores de produção, no começo de 2003, o Governo peruano tomou a decisão de promover o aumento das áreas de cultivo e sua exportação, ditando medidas especiais para cumprir esse objetivo.
Não obstante o anterior, o consumo de pisco têm formado parte da vida cultural do Peru, o qual se expõe numa crônica do escritor Mario Vargas Llosa, contida em «El parque Salazar», publicada em 2007: "Na noite de sábado costumava haver festas, para celebrar algum aniversário. Eram festas as mais benignas possíveis, onde se comiam tortas e pasteizinhos, e se bebiam refrescos, mas nunca jamais uma gota de álcool. Por isso, quando alguém começava a se sentir audaz, antes de entrar na festa do sábado se tomava no boteco da esquina um «capitán», um copinho de pisco misturado com vermute, que acendia o sangue e alvoroçava os cérebros".

## Denominação de origem

### Legislação peruana sobre o pisco
O Decreto Supremo N.º 001-91-ICTI/IND de janeiro de 1991, reconhece oficialmente o pisco como denominação de origem peruana, para os produtos obtidos pela destilação de vinhos gerados a partir da fermentação de uvas frescas, na costa dos departamentos de Lima, Ica, Arequipa, Moquegua e os vales de Locumba, Sama e Caplina no departamento de Tacna. Isso quer dizer que qualquer aguardente de uva fabricado fora dos limites estabelecidos será somente isso, um aguardente de uva, mas não pisco do Peru.
Esta denominação de origem outorgada pelo INDECOPI (Instituto Nacional de Defesa da Competição e Proteção da Propriedade Intelectual), requer que os produtores apresentem amostras aos laboratórios de certificação, para submeter a uma análise físico-química que determinará se se adequam aos requisitos estabelecidos na Norma Técnica. É requisito importante, já que a denominação de origem garante ao consumidor que o pisco que está adquirindo tem uma qualidade certificada.
De acordo com o especificado pela Norma Técnica Peruana de 6 de novembro de 2002 (NTP211.001:2002) o pisco é definido como o "Aguardente obtido de forma exclusiva pela destilação de mostos frescos de uvas pisqueras (Quebranta, Negra Corriente, Mollar, Itália, Moscatel, Albilla, Torontel e Uvina) recentemente fermentadas, emrpregando métodos que preservem o princípio tradicional de qualidade estabelecido nas áreas de produção reconhecidas". Tal norma determina igualmente que o grau alcoólico volumétrico do pisco pode variar entre os 38 e 48 graus.

### Controvérsia internacional sobre a denominação de origem

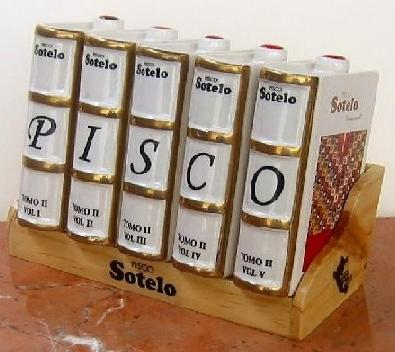
Miniaturas de Pisco, Lima 2004

A respeito da denominação de origem Pisco, há uma controvérsia entre Chile e Peru. Enquanto o Peru considera que a palavra "Pisco" aplicada ao licor tem uma relação íntima com o espaço geográfico onde se produz (como o caso do Champanhe na França, que a Espanha só pode produzir sob a denominação de cava) e por tanto deve ser usada apenas pelo licor produzido no Peru, o Chile considera que o termo ou denominação é genérico (como no caso do vinho ou do uísque) e pode ser usado por ambos os países.
O Chile defende que o "Pisco" é uma denominação utilizada para um tipo de bebida alcoólica feita a partir da uva. Não nega que tal produto tenha sido fabricado primeiro no Peru, mas argumenta que tal denominação foi utilizada para dar nome ao aguardente de uva produzido em ambos países por diversos fatores (embalagem, porto de exportação, etc). Baseia seu argumento, além disso, na existência de uma zona geográfica vitivinícola, em duas regiões do Chile, delimitadas legalmente para usar o termo "pisco": Atacama e Coquimbo.
O Peru, por sua vez, baseia sua defesa em documentos históricos sobre a origem da palavra pisco, pisku ou pisko, relacionados a assentamentos humanos de caçadores-coletores, denominados piskos, à antiguidade do termo e à multidão de usos deste associados a uma "ave", um "vale", um "rio", um porto, um povoado pré-hispânico, ao licor, a uma vasilha e também a uma cidade; produto da denominação do povo através de 20 séculos. Isto é: o argumento começa a partir do ponto de vista etimológico, para concluir alegando um caminho histórico para chegar ao topônimo.

#### Reconhecimento internacional do pisco peruano
No marco da Comunidade Andina, em 1998, a Bolívia, através da resolução do Escritório de Propriedade Industrial, e o Equador, por resolução da Direção Nacional de Propriedade Industrial, reconheceram ao Peru a denominação de origem "Pisco". A Colômbia, por sua vez, o fez por resolução da Superintendência de Indústria e Comércio em 1999.
Em 1998, a Venezuela, através de resolução do Serviço Autônomo de Propriedade Intelectual, e o Panamá, por meio de uma resolução da Direção Geral do Registro de Propriedade Industrial do Ministério do Comércio e Indústrias, concederam ao Peru o reconhecimento da denominação de origem "Pisco". Também a Guatemala, por resoluções finais do Registro da Propriedade Industrial de 1998, e a Nicarágua, em resolução do seu Ministério de Fomento, Indústria e Comércio, no ano seguinte, reconheceram a denominação de origem "Pisco" como própria do Peru.
A Costa Rica incluiu em 1999, no seu Registro de Propriedade Intelectual do Ministério da Justiça, a denominação de origem "Pisco" ao Peru. Já Cuba, em virtude do acordo sobre mútuo reconhecimento de proteção de suas denominações de origem, assinado entre ambos países no ano 2000, reconhece ao Peru a denominação de origem "Pisco".
El Salvador, por determinação do Centro Nacional de Registros, e a República Dominicana, por resolução e certificado de Denominação de Origem de setembro de 2004, do Escritório Nacional da Propriedade Industrial, reconheceram a denominação de origem "Pisco" como própria do Peru. No entanto, em 3 de julho de 2007, a Direção de Propriedade Intelectual de El Salvador, decidindo de forma favorável a uma apelação feita em resposta a um veredito de primeira instância de 2006, reconheceu também ao Chile a denominação de origem "Pisco", com base no Tratado de Livre Comércio assinado entre o Chile e a América Central que entrou em vigor em 2002. O Peru impugnou esta decisão e seguiu com o litígio por anos, até que em 13 de outubro de 2013 se deu a conhecer a decisão final da Corte Suprema de Justiça salvadorenha, que reconheceu a denominação de origem "Pisco" de forma exclusiva ao Peru.
Em maio de 2005, o Peru apresentou uma solicitação de registro internacional de dita denominação de origem de acordo com o Acordo de Lisboa para proteção de denominações de origem e seu registro internacional, perante a Organização Mundial da Propriedade Intelectual (OMPI), que agrupava então vinte e cinco países (Argélia, Bulgária, Burkina Faso, Congo, Costa Rica, Cuba, França, Gabão, Geórgia, Haiti, Hungria, Irã, Israel, Itália, México, Nicarágua, Peru, Portugal, Moldávia, Coreia do Norte, Chéquia, Sérvia e Montenegro, Eslováquia, Togo e Tunísia).
Em agosto de 2006 se conheceu o resultado dessa solicitação. Dos Estados mencionados anteriormente, a Bulgária — que inicialmente a tinha recusado por um reconhecimento nacional anterior do termo–, Eslováquia, França Hungria, Itália, Portugal, e Chéquia rejeitaram a solicitação de registro exclusivo da denominação de origem Pisco solicitada pelo Peru, apenas porque imolicaria um obstáculo para sua utilização da denominação de origem Pisco pelos produtos provenientes do Chile, em cumprimento do Acordo de Associação Econômica que o Chile possui com a União Européia. Por sua vez, o México também a recusou "apenas se constitui um obstáculo para a utilização de produtos oriundos do Chile com a denominação Pisco", protegida pelo Tratado de Livre Comércio acordado entre Chile e México. O Irã recusou o registro por se tratar de uma bebida alcoólica, cujo consumo está proibido naquele país, de acordo a sua legislação. Já os estados da Argélia, Burkina Faso, RDC, Cuba, Geórgia, Haiti, Israel, Nicarágua, Coreia do Norte, República da Moldávia, Sérvia, Togo e Tunísia, não se manifestaram, pelo que, seguindo o estabelecido no Acordo de Lisboa, reconhecem em forma exclusiva ao Peru a denominação "Pisco".
Em 3 de outubro de 2005, o Departamento de Propriedade Intelectual da Tailândia, incorporou em seu registro de indicações geográficas, a denominação "Pisco" como peruana. Já na segunda metade de 2006, o Escritório de Patentes de Israel emitiu a favor do Peru o certificado de registro à denominação de origem "Pisco". Em 20 de outubro de 2006 seria a vez do registro de Propriedade Industrial de Honduras, que naquela  ocasião reconheceu ao Peru a denominação de origem "Pisco".
Os Estados Unidos, no Tratado de livre comércio que estabeleceu com o país sul-americano, assinado em 2006 e em vigor desde 2009, reconhece o "Pisco Peru" como produto distintivo do país.
Em 23 de maio de 2007, o Escritório Nacional de Propriedade Intelectual da República Socialista do Vietnã outorgou o reconhecimento de denominação de origem "Pisco" a nome do Peru. Por sua vez, a República do Laos, em virtude do Acordo para a Cooperação e Proteção da Propriedade Intelectual, assinado em 28 de agosto de 2007 com o Peru e que ainda não entrou em vigor, reconhece a denominação de origem do "Pisco" como peruana.
O Tribunal de Registro Administrativo da Costa Rica, em 22 de setembro de 2007, confirmou para o Peru a denominação de origem "Pisco", revogando uma recusa de proteção parcial publicada em 13 de julho do 2006,como consequência do Tratado de Livre Comércio assinado entre dito país e o Chile.
Singapura reconheceu a denominação de origem do "Pisco" como própria do Peru no Tratado de Livre Comércio, assinado com dito país em 29 de maio de 2008, de acordo ao combinado depois do fim das negociações para sua elaboração, em 29 de agosto de 2007.
Em 3 de novembro de 2009, a Corporação de Propriedade Intelectual da Malásia, registrou a denominação de origem "Pisco" a favor do Peru e nenhum outro país poderá utilizá-lo naquele país do Sudeste asiático. No ano seguinte, no primeiro dia de julho, foi a Indonésia, através de seu Ministério de Justiça e Direitos Humanos, que recoheceu a denominação de origem "Pisco" como exclusiva do Peru.
Em 31 de outubro de 2013, a União Europeia, por meio da Comissão Europeia –e depois de uma solicitação apresentada pela República do Peru em 2009–, reconheceu o "Pisco" como indicação geográfica de Peru, sem prejuízo da utilização da denominação para os produtos originários do Chile em virtude do Acordo de Associação entre o bloco e o Chile de 2002.

## Produção do pisco peruano

### Elaboração

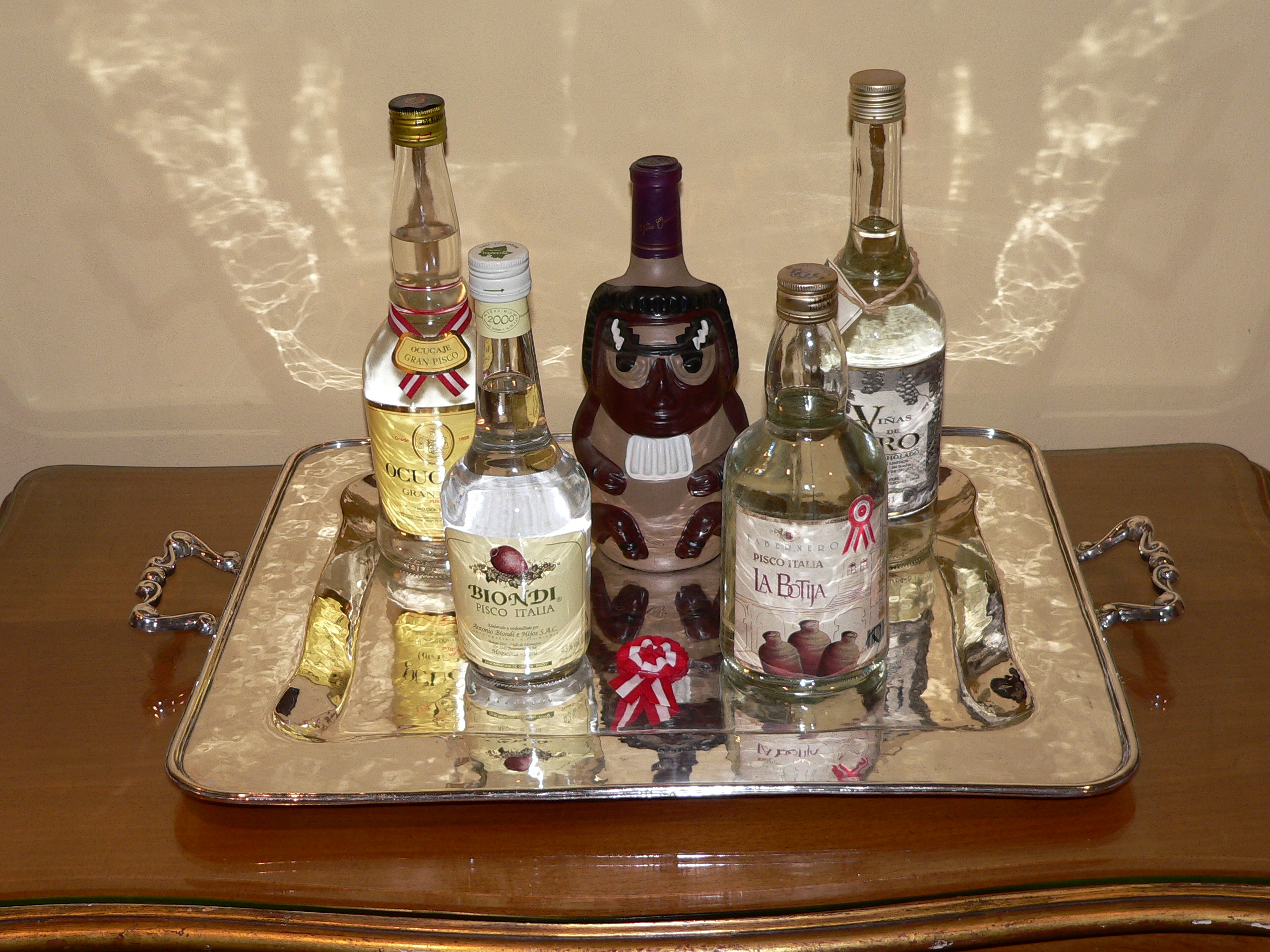
Garrafas de pisco peruano

A elaboração do pisco peruano é um setor dominado pela média indústria, muitas vezes artesanal. Esta é ciosa dos antigos processos de elaboração e qualidade, e com frequência não responde a fins estritamente comerciais,mas a uma espécie de orgulho que passa de geração a geração. É um produto representativo do Peru.
Sua qualidade, produto da fermentação de suco fresco de uvas especiais (vinho) destilado em alambiques de cobre, chegou a ter um grande destaque e prestígio ao longo dos séculos XVII, XVIII e XIX, não somente no território do Peru, mas também fora dele, chegando a países da Europa e aos Estados Unidos da América (em especial a Califórnia).
A produção se rige de acordo às determinações estabelecidas pela Norma Técnica Peruana de 6 de novembro de 2002 (NTP211.001:2002), que em seu texto especifica o seguinte: "Pisco é o produto obtido da destilação dos caldos resultantes da fermentação exclusiva da uva madura seguindo as práticas tradicionais estabelecidas nas zonas produtoras previamente reconhecidas e classificadas como tais pelo organismo oficial correspondente".
A elaboração do pisco do Peru começa em março de cada ano, com o aprovisionamento de uvas cuidadosamente selecionadas, vindas dos vinhedos da costa do Peru, em caminhões repletos de cestas desse fruto. Antes da pesagem, as uvas são descarregadas num lagar, poço retangular de alvenaria, localizado necessariamente no lugar mais alto da adega, já que a partir daí os sucos e mostos fluirão por gravidade, primeiro às cubas de fermentação e depois até ao mesmo alambique. Sete quilos de uva produzem um litro de pisco.
A pisa das uvas se inicia normalmente ao entardecer, evitando o esgotador calor diurno, e se prolonga até a madrugada. Uma quadrilha de seis "pisadores" ou debulhadores esparramam uniformemente a uva no lagar. Entre canções e piadas, os debulhadores fazem seu trabalho pedindo o "chinguerito", que os acompanhará durante toda a noite. O chinguerito é um ponche elaborado com o mesmo suco fresco de uva que se está a obter, ao qual se acrescenta uma boa dose de pisco, limão, cravo-da-índia e canela.
Terminada a sexta debulha, se abre a comporta do lagar e o suco fresco da uva cai em um reservatório. Ali é macerado por 24 horas. Depois se leva o suco até as cubas de fermentação através de um engenhoso sistema de canaletas. Atualmente, as adegas usam bastões, desengaçadeiras e prensas pneumáticas convertendo o processo de pisa artesanal num sistema mecanizado de alta eficiência.
Nas cubas ocorre um processo bioquímico de fermentação alcoólica onde a glicose proveniente do açúcar natural da uva, é transformada em ácido pirúvico gerando um éster. Esta última molécula perde dióxido de carbono ao expulsar por um mecanismo biológico, próprio dos fermentos, o grupo funcional carboxilo do ácido pirúvico. O acetaldeído formado, posteriormente recebe dois prótons provenientes do NADH e do liberado na etapa inicial da glicólise, se transformando em etanol ou álcool apropriado para consumo humano. As cubas costumam ser de concreto ou de aço inoxidável, refrigerado por água fria que circula por cintas nas paredes dos tanques.
Para conseguir isso, pequenos fermentos naturais contidos na casca do fruto digerem uma grama de açúcar e a convertem em meia grama de álcool e meia grama de dióxido de carbono. O processo se estende por uma semana. O produtor controla que não cesse a fermentação e que as temperaturas do mosto não se elevem exageradamente já que a fruta perderia seu aroma natural, que é o que lhe dá o caráter final de pisco. Concluída a fermentação, se leva novamente por canaletas até o alambique para dar início à destilação.
A técnica e arte da destilação consiste em regular a fonte externa de energia (calor), para conseguir um ritmo lento e constante, que permita o aparecimento dos compostos aromáticos desejados no momento adequado. O processo se desenvolve em duas fases: a vaporização dos elementos voláteis dos mostos, e a condensação dos vapores produzidos.
No Peru se usam três tipos de alambiques:
- O tipo Charentais (usado na região de Cognac, França) conhecido no território peruano como "alambique simples". Tem quatro partes: a caldeira onde se coloca o mosto, o capitel ou capacete em forma de pêra, o pescoço de cisne por onde fluem os vapores alcooólicos, e a serpentina (imersa num recipiente de cimento com água fresca), onde se condensa o vapor alcoólico se convertendo em pisco.
- O segundo aparelho de destilação é igual ao anterior mas além disso leva acoplado um aquecedor de vinhos, uma espécie de cilindro cruzado em seu interior por uma pequena serpentina, continuação do pescoço de cisne.
- O terceiro tipo é a falca artesanal construída de tijolo e barro com as paredes forradas com concreto e cal. Em vez do pescoço de cisne os vapores vão para uma serpentina através de um tubo cônico de cobre chamado canhão, que sai de um lado da abóbada.

Há um acirrado debate entre os pisqueros a respeito das vantagens de um e outro, mas se considera que um pisco artesanal, elaborado em uma falca, é um produto de muita alta qualidade e é muito apreciado.
O pisco do Peru é produzido a partir do suco puro de uva e é por inteiro diferente aos aguardentes de uva feitos em outros lugares do planeta. Johnny Schuler, em História do pisco, afirma que: "O Peru é o único produtor que usa o suco e mosto, já que todos os demais os usam para produzir seus vinhos, voltando a hidratar, fermentar e destilar a matéria residual (o bagaço). A grappa Italiana, o orujo espanhol ou o tsipouro grego, são feitos com bagaço. Aqui reside o caráter do pisco do Peru. Sua estrutura aromática e sua complexidade na boca. Características que o distinguem dos demais aguardentes de uva do mundo".
A Norma Técnica determina que o destilado deve descansar em recipientes inócuos que não lhe mudem "nem o sabor nem a cor", por um período de ao mínimo três meses, depois do qual se poderá envasilhar em garrafas.
Variedades de uvas pisqueras
- Aromáticas: Albilla, Itália, Moscatel e Torontel.
- Não aromáticas: Mollar, Negra corriente, Quebranta e Uvina.

#### Variedades do pisco peruano

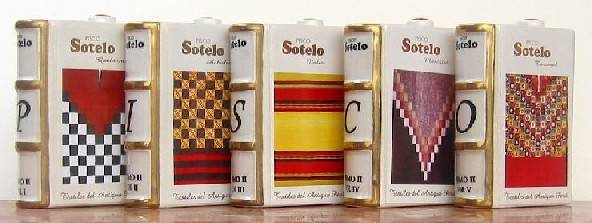
Miniaturas de Pisco, Lima, 2004.

Dependendo das uvas utilizadas em sua fabricação e do processo de destilação, reconhecidos pela Norma Técnica Peruana, são quatro as variedades de pisco do Peru:
- Pisco Puro, especial por sua fina destilação e de uma só variedade de uva. É obtido tanto de uvas das variedades não aromáticas como são: quebranta, mollar e negra corriente, como das aromáticas como a Itália, torontel, albilla,e moscatel. O pisco puro em degustação é um pisco de muito pouca estrutura aromática no nariz, ou seja, no olfato. Isso permite que o bebedor não se sature ou se canse em suas sensações gustativas. Possui uma complexidade de sabores na boca. É o favorito dos iquenhos e o pisco utilizado para a elaboração do pisco sour. Num estudo recente se informou que entre o consumidor peruano o pisco puro de maior consumo é o elaborado com uva quebranta, que é o preferido por 40% deles.[72]
- Pisco Mosto Verde, proveniente da destilação de mostos frescos não completamente fermentados. É elaborado com mostos que não têm ainda concluído seu processo de fermentação. Em outras palavras, se destila o mosto antes que todo o açúcar se tenha transformado em álcool. É por isso que requer de uma maior quantidade de uva por litro de pisco, o que encarece ligeiramente o produto. O mosto verde é um pisco sutil, elegante, fino e com muito corpo. Possui uma variada estrutura de aroma e sabores, e também uma sensação tátil na boca. O facto de destilar o mosto com açúcar residual não implica que o pisco seja doce. A glicose não é eliminada pelo alambique já que este sozinho evapora os álcoois. No entanto, esta escassa quantidade de doce no mosto lhe transmite uma característica muito particular contribuindo "corpo" à sua estrutura e uma sensação "aveludada" na boca.
- Pisco Acholado, Proveniente da mistura de diferentes variedades de uva ou de piscos. Elaborado com uma montagem de várias cepas. A definição de "acholado" é uma analogia com o termo cholo, que em sentido "coloquial" e "carinhoso" implica a mistura de raças oriundas dos Andes do Peru. Se aproxima ao "blended" (mistura), como é blended o whiskey escocês, o cognac ou o xerez. Para melhor entendimento se pode estabelecer que os piscos puros e os aromáticos são "variedades" ou "single malt" e os acholados, "blended". Os acholados combinam a estrutura de cheiro dos aromáticos com os sabores dos puros. Cada produtor entesoura secretamente as proporções que usa em seu acholado, criando assim um mundo de variedades e sabores. O pisco acholado como matéria prima do pisco sour, resulta em um produto especialmente apreciado de acordo aos especialistas.
- Pisco Aromático, elaborado de uvas pisqueras aromáticas. É elaborado com cepas de variedades aromáticas: Itália, moscatel, torontel, albilla. Na degustação os piscos aromáticos contribuem ao olfato uma faixa de aromas de flores e frutas, confirmada na boca com uma estrutura aromática complexa e interessante, que brinda além disso uma prolongada sensação retronasal. São piscos ideais, em coquetelaria, para preparar o Chilcano de pisco, cuja base deve ser um pisco aromático. O pisco aromático Itália (elaborado com uvas do mesmo nome) teria por volta de 20% do mercado peruano e a maior preferência no segmento feminino segundo um estudo recente[72]

Por fim, há duas variedades de piscos que ainda não são contempladas nas normas técnicas:
- Pisco aromatizado, elaborados da maneira tradicional mas que se aromatizam, isto é, se lhes incorpora aroma de outras frutas, no momento da destilação. Para isso, o produtor coloca uma cestinha dentro da caldeira com a fruta escolhida. A cestinha pendura da base do capitel. São os vapores do vinho os que ao passar pela cestinha extraem os aromas da fruta. No mercado existem os de limão, cereja, tangerina e outros sabores.
- Piscos macerados, são preparados com pisco como elemento macerante e a fruta como elemento macerado. De preparação muito fácil, estes macerados costumam se fazer em casa sendo uns digestivos muito apreciados. Para sua preparação basta tomar um garrafão de boca larga, colocar a fruta de preferência, adicionar pisco puro e deixar macerar por umas semanas. O povo no Peru usa sua imaginação para este tipo de preparados, sendo adicionadas cascas de laranjas, um pouco de mel, canela, algumas passas e o que a imaginação sugerir.

### Características
Segundo a Norma Técnica Peruana posta em prática pelo Ministério da Produção, a fabricação de pisco, deve ter cinco características, imutavelmente rígidas:
- Matéria prima: uma das principais diferenças nos tipos de pisco, radica nos insumos que se utilizam para sua elaboração, seja artesanal ou industrial. Não só se usam variedades de uva aromática tipo moscatel e a uva quebranta (variedade própria do Peru), mas também variedades não aromáticas como a negra corriente e a mollar, ainda que em menor porcentagem.
- Não retificação de vapores: o processo de destilação se efetua em alambiques de funcionamento descontínuo e não contínuo. Assim se evita a eliminação dos elementos constitutivos do verdadeiro pisco, ao se retificar os vapores produzidos no momento de sua destilação.
- Tempo de fermentação dos mostos e o processo de destilação: o pisco provém da destilação de caldos ou mostos "frescos", recentemente fermentados. Este procedimento rápido impede que o caldo ou mosto de uva fermentado tenha muito tempo antes de ser destilado.

No Peru, as empresas que elaboram o pisco, se devem adequar aos requisitos estabelecidos para o uso de alambiques; pela Comissão de Supervisão de Normas Técnicas, Metrologia, Controle de Qualidade e Restrições Para-alfandegárias do Instituto Nacional de Defesa da Concorrência e da Protecção da Propriedade Intelectual (INDECOPI).
- Não tem agregados: o processo de destilação do pisco peruano não se detém até o momento em que se tenha obtido um nível alcoólico médio de 42 ou 43°GL (aproximadamente, em unidades físicas de concentração, a ).{\displaystyle 42-43\%{\begin{matrix}{\frac {V}{V}}\end{matrix}}} Também não se utiliza água destilada ou tratada, o que faria com que ele perdesse corpo, cor e todas as demais características que o distinguem.
- Obtenção do conteúdo alcoólico: no início do processo de destilação dos mostos frescos, sua riqueza alcoólica chega aproximadamente até os 75°GL. À medida que se prolonga o processo, o grau alcoólico diminui, o que permite a integração dos outros elementos característicos do pisco.

Dito processo continuará até que o nível alcoólico tenha baixado até 42 ou 43 graus em média segundo o critério do pisquero; podendo inclusive chegar até os 38°GL.

#### Qualidade do pisco: cordão e rosa
O teste de qualidade que distingue o pisco peruano se conhece como "cordão e rosa". Consiste em bater a garrafa sem abrir e depois apreciar uma grande quantidade de bolhas girando na parte superior da garrafa, como se fosse um pequeno redemoinho, chamado "rosa". Nos seus extremos, aparece uma fila de bolhas, chamada "cordão". Esse efeito físico é muito poucas vezes apreciado em piscos comerciais.

### Zona de produção
No Peru se reconhecem como únicas regiões produtoras deste aguardente, a costa das regiões de Lima, Ica, ao qual pertence o vale de Pisco, Arequipa, Moquegua, bem como os vales de Caplina, Locumba e Sama da região Tacna.

#### Superfície implantada
Em meados do século XIX no Peru estavam plantados ao redor de 150.000 hectares de uvas destinados à produção de pisco. Esta superfície foi diminuindo paulatinamente até chegar aos 11.500 hectares cultivados no ano 2002, por falta de incentivos e substituição de cultivos por outros mais rentáveis a curto prazo.
Se tendo verificado a decadência deste cultivo, que tem quatro séculos e meio de prática, e desejando recuperar paulatinamente os níveis anteriores de produção, no começo de 2003, o Governo peruano decidiu promover o aumento das áreas de cultivo e sua exportação, ditando medidas especiais para cumprir esse objetivo.
De forma paralela, se emitiram dispositivos legais específicos e estritos a fim de que os produtores atinjam um alto nível de qualidade, desqualificando aqueles que não reúnam os requisitos indispensáveis exigidos para obter um destilado de primeira categoria, impedindo a eles inclusive sua exportação etiquetada como pisco.
Os hectares plantados produzem 800.000 litros de pisco por ano (de acordo a declarações de Ismael Benavides, Gerente Geral do Interbank e produtor do pisco Huamaní, no jornal "Expresso", edição do 23 de julho de 2006). O resultado comprovado até o momento é que o nível da área de colheita aumentou de forma substancial e provavelmente continuará sendo assim no futuro, o que facilitaria a promoção do pisco sour.

### Exportações
No ano de 2007 os maiores destinos de exportação do Pisco do Peru foram: Chile (31%), Estados Unidos (30%) França, Espanha, Alemanha, Canadá, Colômbia, México, Argentina, Austrália e Chéquia.
No ano 2008 o Peru se consolida como o primeiro exportador de pisco.

## Promoção do pisco peruano

### Patrimônio cultural
O Instituto Nacional de Cultura do Peru, por Resolução Diretorial N.º 179 de 7 de abril de 1988, reconhece a palavra "pisco" como patrimônio cultural da nação.

### Dia do pisco e do pisco sour
Em 6 de maio de 1999 se estabeleceu o Dia do Pisco no Peru, por Resolução Ministerial N.º 055-99-ITINCI/DM, a ser comemorado no quarto domingo do mês de julho.
Também se institucionalizou o Dia do Pisco Sour, que se comemora no primeiro sábado do mês de fevereiro, conforme o que dita a Resolução Ministerial N.º 161-2004-PRODUZ de 22 de abril de 2004.

### Rota do pisco no Peru
Na maioria das adegas do Peru se incorporou o turismo à  elaboração e é parada obrigatória visitar uma adega nos tours turísticos programados; onde além de degustar o pisco, se podem compartilhar conhecimentos, experiências e histórias com os anfitriões. Eles exibem ao viajante seus vinhedos, suas adegas, seus alambiques e seus piscos. Algumas rotas do pisco do Peru, estabelecidas a partir do ano de 2004:
- Lima. Dado o crescimento urbano de Lima, as adegas têm suas lojas em pleno centro urbano. Estas se localizam nos distritos de Pueblo Libre, Surco e Pachacámac.
- Cañete. Se podem encontrar adegas no distrito de Santa Cruz de Flores no vale de Mala, e nos distritos de San Luis de Cañete, San Vicente de Cañete, Imperial e Nuevo Imperial na parte baixa do vale do rio Cañete. Um dos vinhedos mais importantes da zona é o da adega "Santiago Queirolo".
- Lunahuaná. Na localidade de Socsi, antes da ponte sobre o rio Cañete, há piscos que têm obtido medalhas de ouro em eventos nacionais. O lugarejo de Jita é popular por seu pisco Itália; no alto do vale, em Catapalla, se produz uma ampla variedade de macerados e piscos.
- Zúñiga. Em Cascajal, cujas terras surca o rio Cañete, seus piscos da variedade Uvina têm obtido medalha de ouro em eventos internacionais (como o Concours Mondial de Bruxelles 2011).
- Chincha. Todo o vale de Chincha, produz vinhos e piscos. Um caso que merece ser destacado é o da adega "Tabernero", cujos tintos se exportam aos Estados Unidos da América e cujos vinhos e piscos, têm sido galardoados com medalhas de ouro e prata em festivais de vinhos de Paris, França.[76][77]
- Ica. O Centro de Inovação Tecnológica Vitivinícola (CITE-VID), é o encarregada no departamento de Ica de contribuir com novas tecnologias e vigiar a qualidade, tanto na condução de vinhedos, como na elaboração de piscos e vinhos. Ica é o vale produtor mais importante e as adegas que se podem visitar se contam às dezenas. Algumas das mais importantes adegas iquenhas são "Ocucaje", "Tacama", "Vista Alegre", "'La Caravedo", (esta última é uma das mais antigas produtoras de pisco e uma das mais antigas vinhas da América do Sul, com 323 anos de existência), entre outras.[78]
- Arequipa, Moquegua e Tacna. Os produtores desta zona, graças às condições climáticas, produzem piscos Itália e mosto verde. Uma das adegas mais conhecidas, é a adega "Omo" que produz o pisco "Biondi"; em Moquegua, se encontra uma das adegas que já são relíquias do passado chegadas ao século XXI. Em Ilo, também se produz pisco. No vale de Vitor, também há piscos como no vale do Majes, onde também se instalou um Centro de Investigação Vitivinícola. Finalmente em Tacna, se produz pisco em Magollo e outros lugares do departamento.

### Garrafa e taça do pisco peruano
Os consumidores de pisco do Peru, têm construído desde séculos atrás, toda uma parafernália em torno de seu consumo, que se faz mais notável nas tradicionais regiões pisqueras como Lima, Ica, Arequipa, Moquegua e Tacna, tendo se estendido ao resto do território recentemente, e que consiste em fixar normas pra garrafa que o contém e pra taça onde deve ser tomado. Nas zonas produtoras, o costume dita que o pisco "se deve tomar puro", talvez acompanhado de um ceviche ou de chicharrón de porco (como é costume em Ica) e assim faz aquele que quer ser considerado um "bom pisquero".
Os pisqueros dessas regiões pensaram em tudo, para satisfazer não só sentidos como o olfato e o paladar, mas também a visão, já que nos últimos anos o pisco tem uma nova embalagem padrão. Os produtores de pisco se puseram de acordo através da Sociedade Nacional de Indústrias para envasilhar o pisco num tipo de garrafa muito fina e alta de 750 ml, muito esbelta e alta, que tem gravada em baixo-relevo, as características do bom pisco do Peru. Os diferentes tipos de pisco apenas se diferenciam pela etiqueta que mostra o tipo, marca e lugar de origem e os prêmios obtidos.
Em 2006, a casa austríaca Riedel, que vem trabalhando o cristal há 250 anos (fundada em 1756), desenhou a taça Riedel, para o pisco do Peru. A apresentação da taça se realizou em 11 de maio na cidade de Viena, no marco da IV Cúpula entre União Europeia e América Latina, se tendo fabricado inicialmente 40.000 unidades para sua importação ao Peru. Seu lançamento ao mercado se realizou em 24 de junho de 2006. Nesse dia se realizou uma cerimônia de apresentação da taça de pisco Riedel no Palácio de Governo de Lima com assistência do então presidente da república, Alejandro Toledo, e o presidente da Riedel, Georg Riedel.
O desenho levou um ano de trabalho e foram testados 29 protótipos; participaram desse teste renomados degustadores peruanos que analisaram os protótipos do ponto de vista das características do pisco peruano. Padelis Paliouras, representante da Casa Riedel para a América Latina, e Johnny Schuler têm dito que "O desenho obedece não só à estética, mas principalmente à física. Sua estrutura permite que reluza o melhor do pisco".

## Coquetéis mais conhecidos com pisco peruano

### Ponche dos Libertadores
É uma tradição no Congresso da República do Peru, desde 1821, brindar no recinto parlamentar após cada nova posse do Poder executivo, no 28 de julho, dia da independência do Peru, com o "Ponche dos Libertadores". Este coquetel tem sua origem na Índia. Chegou ao Peru provavelmente no início do século XIX e se ofereceu pela primeira vez, já misturado com pisco, depois de ser jurada a independência no Cabildo de Lima.
Este tradicional coquetel incorpora entre seus ingredientes: 1 dose de pisco, 1 dose de rum branco, 1 dose de rum dourado, ½ dose de algarrobina (produto derivado do fruto da algaroba americana, prosopis pallida), 1½ dose de cerveja negra, 1½ dose de leite evaporado, 1 ovo e 2 doses de jarabe de goma, espécie de xarope muito usado na preparação de drinques a base de pisco.
A sua preparação consiste em ferver todos os ingredientes exceto o ovo, deixar esfriar até ficar morno e liquidificar o conjunto com o ovo incorporado. Se serve em taças hot drink, decorando com canela.

### Pisco sour
O pisco sour é considerado o coquetel mais tradicional preparado com base no pisco, sendo considerado a bebida nacional peruana.

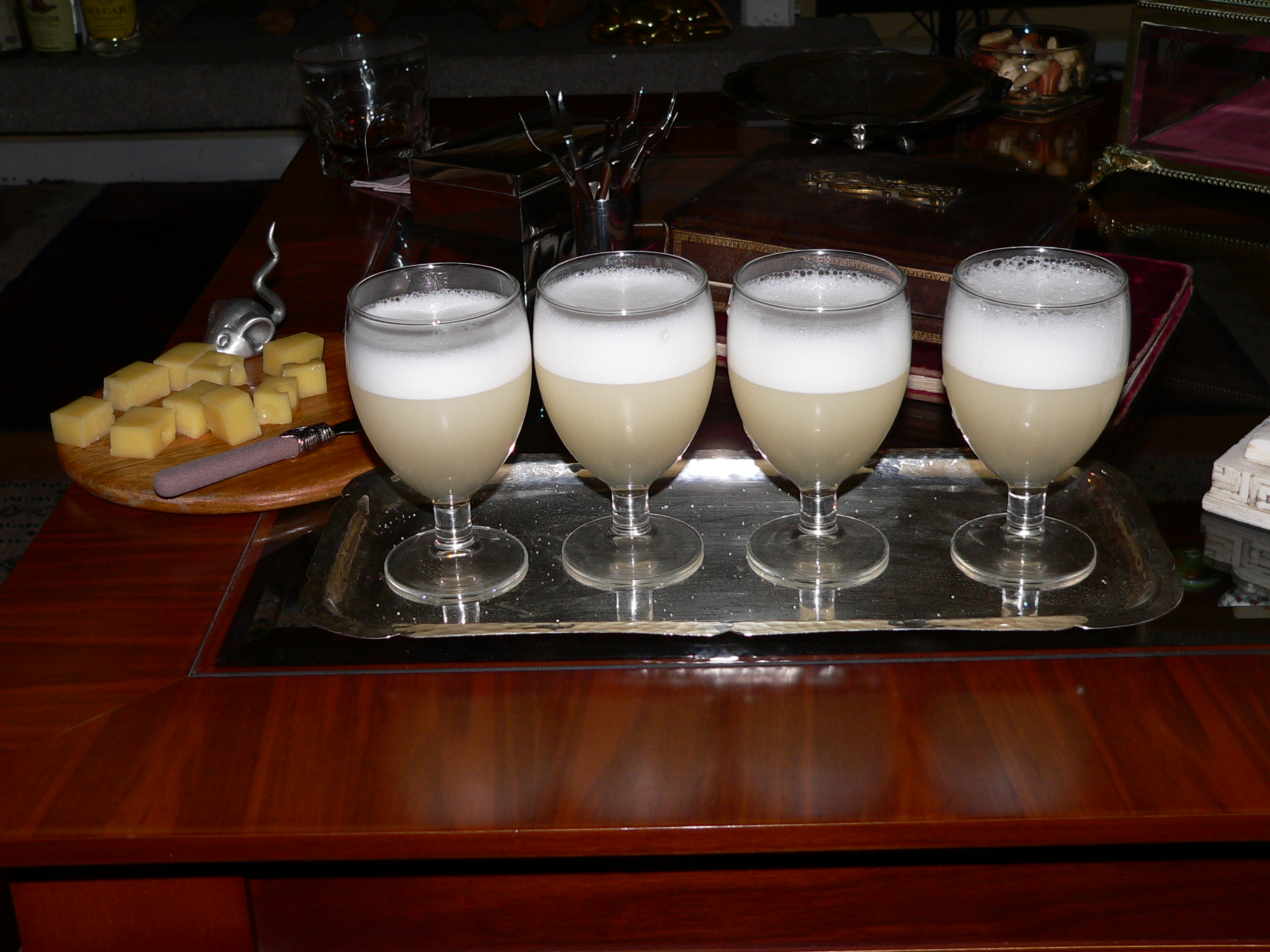
Pisco sour.

De acordo à receita clássica, se compõe de 3 doses de pisco, 1 dose de suco de limão, 1 dose de jarabe de goma, (ou açúcar), 1 clara de ovo, 6 cubinhos de gelo e 2 gotas de Angostura.
A preparação consiste em bater numa coqueteleira os cubos de gelo com o pisco, o limão, o jarabe e a clara de ovo até que não se escute o golpe dos cubos. Usando uma liquidificadora se bate por um minuto e só no final se acrescenta a clara de ovo batendo mais uma vez na liquidificadora por não mais de 4 segundos.
Para servir, se recomenda tomar o cuidado de encher o copo até a metade, tentando que não passe muita espuma, e completando com as duas gotinhas de Angostura.

### Chilcano de pisco
O chilcano é um drinque tradicional peruano que se prepara com base no pisco, preferencialmente com refrescos de soda, ainda que também se possa fazer a mistura com refrescos de cola ou com refrigerantes de outro sabor, como desde 1935, o peruano Inca Kola.

### Pisco punch
O pisco punch (traduzido como «soco ou bofetada de pisco») é um coquetel criado a fins do século XIX em São Francisco, Estados Unidos, por Duncan Nicol. Este drinque se preparava com pisco, o qual era importado por comerciantes norte-americanos que o levavam a ão Francisco desde os portos peruanos. Sua preparação consiste na mistura de pisco, abacaxi, suco de limão, açúcar, goma-arábica e água destilada.

### Capitán
O capitán se prepara misturando uma dose de pisco, uma dose de vermute e acompanhando a preparação com duas azeitonas verdes.

### Canário
O canário se elabora misturando duas doses de pisco, suco de laranja a gosto e acompanhando com gelo.

### Sol y sombra
É um drinque popular nos bares de Lima mas cuja oferta tem decaído devido à queda na produção de licor de cereja ácida. Leva duas doses desse licor, duas doses de pisco, ginger ale, gelo e gotas de limão a gosto.

### Leche de pantera
É uma mistura de leite de tigre (caldo derivado do ceviche) com pisco e ají limo, uma variedade de pimenta típica do Peru.

## Combinações culinárias
O pisco do Peru, por seu alto grau alcoólico, não pode acompanhar comidas como se fosse um vinho de 12-14 graus. Por isso muitas vezes se prefere usá-lo como aperitivo ou digestivo, já seja puro ou no pisco sour, antes ou depois da comida. No entanto as combinações são possíveis e agradáveis ainda que o pisco se deva consumir moderadamente durante a refeição.
Se considera que a combinação ideal do pisco é com o ceviche, já que o pisco peruano possui uma graduação alcoólica de 43° no mínimo, precisando ser acompanhado de um "prato forte" como o é o ceviche, que incorpora entre seus ingredientes peixe, cebola, salsinha, coentro, gengibre, limão verde e a pimenta rocoto, estes dois últimos muito fortes, que se complementam com o alto grau alcoólico do pisco peruano.
Os piscos do Peru, a diferença dos vinhos, em general ficam bem se combinados com sabores ácidos, fortes e picantes. Por isso a combinação com o pisco inclui desde azeitonas, milho torrado e salgado até ceviches, ocopa (molho picante típico do Peru) e tortillas com guacamole. Um produto que combina também com o pisco do Peru é a pimenta chili. Os platos feitos com pescados e mariscos do mar peruano ou com produtos dos Andes, como a batata e o milho fundem agradavelmente sabores, cores, cheiros e textura. Todos os piqueos que combinam com o pisco do Peru, são parte da gastronomia peruana.
Se costuma além disso, acompanhar o pisco com os seguintes piqueos:
- Aves: asinhas de frango com molho de queijo azul.
- Carnes: Anticuchos (coração de boi no espeto), lomo saltado (prato típico do Peru), espetinhos de carne.
- Embutidos: salsichas com mostarda, linguiça na grelha, morcilha, kabanos e outros.
- Grãos: milho tostado e salgado, choclo (milho terno) ao molho de queijo, e mote.
- Peixes: tiradito (prato similar ao ceviche, mas típico da culinária nipo-peruana),[82] pulpo al olivo (polvo ao molho de azeite), chicharrón de pescado (torresmo de peixe), peixe-rei (Odontesthes bonariensis) enrolado, choritos à chalaca (prato à base de choros, moluscos da espécie Aulacomya atra, feitos à moda do Callao), lomo saltado de anchovas  e outros engraulídeos, além de outros peixes.
- Queijos: Biscoitos de água e sal ou de soda com queijos fortes e picantes tipo queijo azul, queijo Tilsic do vale do Yura (em Arequipa), manteigosos de Cajamarca ou queijos frescos de Arequipa ou do vale do Mantaro (Junín), entre outros.
- Tubérculos: batata-doce ao forno, batata cozida com pimenta.
- Verduras: escribano arequipeño (acompanhamento a base de batatas, tomate e rocotos) e cebolas em conserva.[83]

## Prêmios internacionais
2007
- No Concurso Mundial de Bruxelas (Concours Mondial de Bruxelles) de 2007, um dos mais prestigiosos a nível mundial, de um total de 63 amostras de diferentes variedades e marcas, o pisco peruano obteve um total de 16 medalhas: uma Grande Medalha de Ouro, 8 medalhas de ouro e 7 de prata.[84]
- No concurso vitivinícola Les Citadelles du Vin na França, em 18 de junho de 2007 três marcas de pisco do Peru foram premiadas, obtendo um troféu Citadelles (equivalente a uma medalha de ouro, das 96 concedidas), e dois troféus Prestige (medalhas de bronze, de 191 no total).[85][86]

2008
- No concurso Vinalies Internationales, organizado pela União de Enólogos da França, em Paris, de 29 de fevereiro a 4 de março de 2008, os piscos “Finca Redondo Acholado Puro" e “Finca Redondo Mosto Verde Puro” produzidos pelas adegas Viña Vieja e Viña Santa Isabel, obtiveram cada um suas medalhas de ouro.[87]
- No Concurso Mundial de Bruxelas de 2008, o pisco peruano obteve um total de 12 medalhas: 3 medalhas de ouro ("Tabernero Pisco Itália Style La Botija 2007", "Tabernero Pisco Quebranta La Botija 2007" e "Viñas De Oro Pisco Mosto Verde Torontel 2007") e 9 de prata.[88]

2009
- No Concurso Mundial de Bruxelas de 2009, o pisco peruano obteve um total de 15 medalhas: 4 medalhas de ouro ("Pisco Acholado Dom Saturnino 2008", "Pisco Barsol Acholado", "Pisco Moscatel de Velho Tonel 2008" e "Viñas de Oro Mosto Verde Torontel") e 11 de prata.[89]

2010
- No Concurso Mundial de Bruxelas de 2010, o pisco peruano obteve um total de 7 medalhas: 4 medalhas de ouro ("Bianca Pisco Acholado 2009", "Casa de Piedra Pisco Itália", "La Botija Pisco Puro de Quebranta 2009" e "Pisco Itália Viejo Tonel 2009") e 3 de prata.[90][91]

2011
- No concurso Vinalies International 2011, o pisco Viejo Tonel obteve medalhas de ouro para seu pisco Itália colhido em 2010 e medalha de prata para o pisco acholado do mesmo ano.[92]
- No Concurso Mundial de Bruxelas de 2011, o pisco peruano obteve um total de 11 medalhas: 6 medalhas de ouro ("Pisco Cascajal", "Pisco Portón Mosto Verde Quebranta", "Pisco Portón Puro Torontel", "Pisco Pozo Santo Acholado", "Tabernero Pisco Premium Mosto Verde Itália" e "Tabernero Pisco Puro de Quebranta") e 5 de prata.[93][94]
- No Concurso Internacional de Vinhos e Destilados 2011, levado a cabo em Sevilla, Espanha, o Pisco Mosto Verde Torontel de Ocucaje obteve o Grande Prêmio CINVE 2011, máxima distinção do citado evento[95]

2013

Concurso Mundial de Bruxelas
- Grande Medalha de Ouro: Pisco 4 Fundos 2012.
- Medalha de Ouro: Pisco Don Santiago Torontel Mosto Verde, Pisco Hijo del Sol Itália, Pisco Hijo del Sol Quebranta, Pisco Vías de Oro Puro Torontel 2011.
- Medalha de Prata: Pisco Carbajal Mosto Verde Itália, Pisco Finca Rotondo Acholado 2012, Pisco Finca Rotondo Quebranta 2012, Pisco Queirolo Uva Quebranta, Pisco Torontel Viejo Tonel 2012, Pisco Portón Mosto Verde Quebranta, Tabernero Pisco Itália 2012, Tabernero Pisco Acholado 2012, Tabernero Pisco Premium Mosto Verde Itália 2012, Tabernero Pisco Premium Mosto Verde Quebranta 2012.

2014

Concurso Mundial de Bruxelas
- Grande Medalha de Ouro: Cuneo Pisco Mosto Verde Itália 2013, Pisco Mosto Verde Quebranta Finca Redondo, Pisco Torontel Viejo Tonel 2013.
- 6 medalhas de ouro e 4 de prata

2015

Concurso Mundial de Bruxelas
- Grande Medalha de Ouro: El Sarcay de Azpitia - Pisco Puro de Torontel 2013 e Tabernero Pisco Itália La Botija 2014.
- 6 medalhas de ouro e 9 de prata

2016

Concurso Mundial de Bruxelas
- Grande Medalha de Ouro: Pisco Portón Monto Verde Acholado 2014
- 6 medalhas de ouro e 7 de prata

2018
Concurso Mundial de Bruxelas
- 4 medalhas de ouro e 4 de prata

2019
Concurso Mundial de Bruxelas
- Grande Medalha de Ouro: La Botija Pisco Puro Quebranta Tabernero 2018
- 5 medalhas de ouro e 3 de prata

2021
Concurso Mundial de Bruxelas
- Grande Medalha de Ouro: Pisco Mosto Verde Torontel Gran Paso 2017, La Botija Pisco Acholado Tabernero 2020
- 6 medalhas de ouro, 11 de prata

2022

Concurso Mundial de Bruxelas
- Grande Medalha de Ouro: La Botija Pisco Quebranta Tabernero 2021
- 7 medalhas de ouro, 10 de prata